# Zygaena angelicae
Zygaena angelicae је врста инсекта из реда лептира (Lepidoptera), који припада породици Zygaenidae.

## Опис
Овај ноћни лептир као и цела породица Zygaenidae активан је искључиво дању. Предња крила су плаво - црна или зелено - црна, док су крајеви крила заобљени. На предњим крилима се налази пет или шест црних тачака. Задња крила су црвена са црним рубом. Распон крила је од 30-33 мм. Карактеристичне су батинасте антене, а од сродне врсте Zygaena transalpina , их баш разликује обојеност крајева антена. Код Zygaena angelicae су крајеви антена знатно мање бели, или чак белина одсуствује.

## Распрострањење и станиште
Врста насељава Средњу Европу и Балкан, али и Русију. У Србији је ограничена на планински део. Преферира камењаре, али и тресетишта. Различите подврсте преферирају и различите типове станишта.

## Биологија
Одрасле јединке (адулти) лете од јула до августа и имају једну генерацију годишње. Гусенице се хране са Coronilla coronata, Securigera varia или Lotus corniculatus. Гусенице се могу наћи од септембра, па опет на пролеће, јер презимљавају у стадијуму ларве.

## Угроженост
У Немачкој су станишта ове врсте значајно уништета, и сматра се да је присутна само у северној Баварској и Тиргинији, а главни узрок је пошумљавање отворених станишта.

## Синоними
- Zygaena brunensis Skala, 1913
- Zygaena carnea Dziurzynski, 1908
- Zygaena cingulata Spuler, 1906
- Zygaena doleschalli Rühl, 1891
- Zygaena rudolfi Povolny & Gregor, 1946
- Zygaena sexmacula Dziurzynski, 1906
- Zygaena striata Reiss, 1964
- Zygaena subdivisa Stauder, 1922
- Zygaena xanthomarginata Peschke, 1942

## Подврсте
- Zygaena angelicae angelicae
- Zygaena angelicae angelicotransalpina Daniel, 1954
- Zygaena angelicae elegans Burgeff, 1913
- Zygaena angelicae herzegowinensis Reiss, 1922
- Zygaena angelicae rhatisbonensis Burgeff, 1914
- Zygaena angelicae ternovanensis Koch, 1938